# Ahmad Al-Mutairi (atleta)
Ahmad Al-Mutairi (in arabo أحمد نقا المطيري‎?; 13 maggio 1994) è un atleta paralimpico kuwaitiano specializzato nelle corse di velocità e 800 metri e classificato T33 a causa di una paralisi cerebrale.

## Biografia
Soffre di una paraplegia parziale agli arti inferiori e inizia a praticare l'atletica leggera all'età di quindici anni. Nel 2011 partecipa alla prima grande manifestazione internazionale, i campionati mondiali paralimpici di Christchurch, dove si classifica quinto nei 400 metri piani T34, settimo nei 200 metri piani T34 e ottavo nei 100 metri piani T34, oltreché dodicesimo nel lancio del giavellotto F33-34. L'anno successivo prende parte ai Giochi paralimpici di Londra, risultando quindicesimo nel lancio del giavellotto F33-34 e non riuscendo a superare le batterie di qualificazione dei 100 e 200 metri piani T34.
Nel 2013 torna ai mondiali paralimpici, all'edizione di Lione, dove si ferma alle semifinali di 100, 200 e 400 metri piani T34 ed effettua tre lanci nulli nel lancio del giavellotto F33-34. L'anno successivo, ai Giochi para-asiatici di Incheon 2014 conquista due medaglie d'argento nei 100 e 200 metri piani T34, mentre nel 2015 è protagonista ai mondiali paralimpici di Doha, dove oltre all'ottavo posto negli 800 metri piani T34, risulta vincitore della medaglia d'oro dei 100 metri piani T33 con tanto di nuovo record dei campionati.
Il successo continua anche ai Giochi paralimpici di Rio de Janeiro 2016 e ai campionati del mondo paralimpici di Londra 2017: in entrambe le manifestazioni conquista infatti la medaglia d'oro dei 100 metri piani T33, ma anche il record paralimpico a Rio e un nuovo record dei campionati a Londra.
Un'altra medaglia d'oro nei 100 metri piani T33 arriva nel 2018 ai Giochi para-asiatici di Giacarta insieme all'argento degli 800 metri piani T33-34. Nel 2019 si riconferma campione del mondo dei 100 metri piani T33 ai mondiali paralimpici di Dubai, mentre ai Giochi paralimpici di Tokyo del 2021 conquista la medaglia d'argento sulla stessa distanza.

## Palmarès
| Anno | Manifestazione       | Sede           | Evento                        | Risultato  | Prestazione | Note |
| ---- | -------------------- | -------------- | ----------------------------- | ---------- | ----------- | ---- |
| 2011 | Mondiali paralimpici | Christchurch   | 100 m piani T34               | 8º         | 19"18       |      |
| 2011 | Mondiali paralimpici | Christchurch   | 200 m piani T34               | 7º         | 35"29       |      |
| 2011 | Mondiali paralimpici | Christchurch   | 400 m piani T34               | 5º         | 1'04"12     |      |
| 2011 | Mondiali paralimpici | Christchurch   | Lancio del giavellotto F33-34 | 12º        | 13,33 m     |      |
| 2012 | Giochi paralimpici   | Londra         | 100 m T34                     | Batteria   | 17"67       |      |
| 2012 | Giochi paralimpici   | Londra         | 200 m T34                     | Batteria   | 31"02       |      |
| 2012 | Giochi paralimpici   | Londra         | Lancio del giavellotto F33-34 | 15º        | 17,34 m     |      |
| 2013 | Mondiali paralimpici | Lione          | 100 m piani T34               | Semifinale | 17"97       |      |
| 2013 | Mondiali paralimpici | Lione          | 200 m piani T34               | Semifinale | 30"39       |      |
| 2013 | Mondiali paralimpici | Lione          | 400 m piani T34               | Semifinale | 57"95       |      |
| 2013 | Mondiali paralimpici | Lione          | Lancio del giavellotto F33-34 | –          | nm          |      |
| 2014 | Giochi para-asiatici | Incheon        | 100 m piani T34               | Argento    | 16"81       |      |
| 2014 | Giochi para-asiatici | Incheon        | 200 m piani T34               | Argento    | 30"99       |      |
| 2015 | Mondiali paralimpici | Doha           | 100 m piani T33               | Oro        | 17"53       |      |
| 2015 | Mondiali paralimpici | Doha           | 800 m piani T34               | 8º         | 2'05"70     |      |
| 2016 | Giochi paralimpici   | Rio de Janeiro | 100 m piani T33               | Oro        | 16"61       |      |
| 2017 | Mondiali paralimpici | Londra         | 100 m piani T33               | Oro        | 17"00       |      |
| 2018 | Giochi para-asiatici | Giacarta       | 100 m piani T33               | Oro        | 21"30       |      |
| 2018 | Giochi para-asiatici | Giacarta       | 800 m piani T33-34            | Argento    | 2'03"94     |      |
| 2019 | Mondiali paralimpici | Dubai          | 100 m piani T33               | Oro        | 17"08       |      |
| 2019 | Mondiali paralimpici | Dubai          | 800 m piani T34               | –          | dns         |      |
| 2021 | Giochi paralimpici   | Tokyo          | 100 m piani T33               | Argento    | 17"83       |      |